# المنعطف الخاطئ (سلسلة أفلام)
المنعطف الخاطئ (بالإنجليزية: Wrong Turn)‏ هي سلسلة أفلام رعب أمريكية من ابتكار ألان بي. ماكيلروي، تتألف من سبعة أفلام تنتمي إلى نوع أفلام التقطيع. تحتفظ السلسلة بستة أفلام مترابطة ضمن نفس الاستمرارية، بالإضافة إلى فيلم إعادة تشغيل منفصل. تركز الأفلام الستة الأولى على عائلات مشوهة من أكلة لحوم البشر في ولاية فرجينيا الغربية، تصطاد وتقتل ضحاياها بطرق مروعة باستخدام مزيج من الأفخاخ والأسلحة. أما فيلم إعادة التشغيل، فيتناول قصة عبادة قديمة في فرجينيا تعيش في عزلة مكتفية ذاتيًا، لكنها تستجيب بعنف للغرباء الذين يحاولون اختراق مجتمعهم.

## أفلام
| فيلم                            | تاريخ الافراج عن الولايات المتحدة | مخرج (ق)       | كاتب السيناريو       | المنتج (ق)                                        |
| ------------------------------- | --------------------------------- | -------------- | -------------------- | ------------------------------------------------- |
| منعطف خاطئ (2003)               | 30 مايو 2003                      | روب شميت       | آلان بي ماكيلروي     | ستان وينستون وبريان جيلبرت وإريك فيج وروبرت كولزر |
| منعطف خاطئ 2: طريق مسدود        | 21 سبتمبر 2007                    | جو لينش        | توري ماير وآل سبتيان | جيف فريليتش                                       |
| المنعطف الخاطئ 3: اليسار للموت  | 20 أكتوبر 2009                    | ديكلان أوبراين | كونور جيمس ديلاني    | جيفري بيتش وفيليب روث                             |
| منعطف خاطئ 4: بدايات دموية      | 25 أكتوبر 2011                    | ديكلان أوبراين | ديكلان أوبراين       | كيم تود                                           |
| منعطف خاطئ 5: سلالات الدم       | 23 أكتوبر 2012                    | ديكلان أوبراين | ديكلان أوبراين       | جيفري بيتش وفيليب روث                             |
| المنعطف الخاطئ 6: الملاذ الأخير | 21 أكتوبر 2014                    | فاليري ميليف   | فرانك إتش وودوارد    | جيفري بيتش وفيليب روث                             |
| منعطف خاطئ (2021)               | 26 يناير 2021                     | مايك بي نيلسون | آلان بي ماكيلروي     | جيمس هاريس وروبرت كولزر                           |